# 卢成科
卢成科（1903年—1953年），戏曲弦师，梅花大鼓“卢派”创始人，与金万昌创立的“金派”被称为梅花大鼓的两大流派。